# Clean eating
A Clean Eating egy nemzetközileg ismert táplálkozási koncepció. A kifejezés nem egyfajta diétát takar, inkább egy szemléletmódot, vagy táplálkozási életmódot, aminek a keretein belül többféle diéta megvalósítható.

## A tiszta étel fogalma
Tiszta étel alatt azt értjük, hogy az adott étel a lehető legközelebb álljon a természethez és alapvetően egészséges legyen. Ennek alapját nagyon egyszerű megérteni. Minden, ami közvetlenül a természetből jön, feldolgozás és emberi beavatkozás nélkül fogyasztható, azt ne alakítsuk tovább.
Az alapokon túlmenően a clean foodnak létezik egy bővebb jelentése is. Természetessége mellett jelenti azt is, hogy az adott étkezésben a bevitt tápanyagok mennyisége szükségleteinknek megfelelő, minősége pedig jó, vagy tökéletes. Természetesen fontos az is, hogy ne iktassunk ki egy makrotápanyagot sem. Fogyasszunk fehérjét, jó szénhidrátok és zsírok társaságában.

## A Clean Eating külföldön
Valamikor a ’90-es évek közepén Amerikában indult útjára. A kifejezés első megjelenítői az egészséges táplálkozást és organikus ételeket népszerűsítő magazinok újságírói voltak, akik akkor még nem tudatosan, de a világ egyik legnagyobb és mára legjobban átgondolt táplálkozási életmódjának elindítását kreálták. Időközben nagy nevek álltak a téma mellé. Olyanok, mint Dr. David Katz, a Yale egyetem táplálkozási szaktekintélye. A téma úttörője volt például Vani Hari, azaz „Food Babe”, vagy Tosca Reno az életmódváltó bestseller író és Chef Ric Orlando a „We want clean food” szerzője. Az elismert dokumentumfilmes Michael Pollan (az ő nevéhez fűzödik pl. a Food inc.) és Ivy Larson a „Clean Cuisine” is tovább növelték az ismertséget, de még Michelle Obama is több alkalommal hozta fel a clean eating kifejezést egészséges táplálkozás népszerűsítő kampánya során.

## A Clean Eating Magyarországon
Magyarországon 2013-ban a kifejezést a cleaneating.hu weboldal hozta be igazán a köztudatba. Az itt olvasható írások főként Bányai Adrián edzőtől származnak, aki a táplálkozási koncepciók elferdülését megelőzve a clean eating kifejezés teljeskörű hazai jogait szerezte meg. A témával foglalkozó legnagyobb Facebook oldal 3 év alatt, közel harmincezres követettségre tett szert.

## Kritikák a Clean Eatinggel szemben
Tekintve, hogy a clean eating nem hivatkozik semmilyen kétes elméletre és viszonylag nagy szabadságot ad a személynek a fogyasztható élelmek terén, ezért ritkán kritizálják. Egyes kritikusok az orthorexia nervosa nevű táplálkozási betegségre való fogékonyság miatt kritizálják, míg a clean eating képviselői azzal érvelnek, hogy ez a fajta táplálkozás valójában világszerte hatásos gyógymódnak bizonyult a táplálkozási zavarokban küszködők számára.